# Ukaz czerwcowy
Ukaz czerwcowy – ukaz Jego Cesarsko-Królewskiej Mości dotyczący urządzenia włościan z 26 maja (7 czerwca) 1846 r. Dekret wydany 7 czerwca 1846 przez cesarza Rosji i króla Polski Mikołaja I, dotyczący poprawy sytuacji ekonomicznej chłopów w Królestwie Polskim.
Ukaz czerwcowy był reakcją na rabację chłopską w Galicji i miał on na celu zapobieżenie rozszerzeniu się buntów chłopskich na teren Królestwa Polskiego. Akt ten wprowadzał korzystne dla chłopów zmiany łagodzące ucisk feudalny. Były to m.in. zakaz rugowania chłopów z posiadanych gospodarstw rolnych o powierzchni większej niż trzy morgi oraz zniesienie darmochy (daremszczyzny) - tj. darmowej pracy chłopów na rzecz dworu, nie wchodzącej w wymiar pańszczyzny. Prace, których obowiązek zniesiono powyższym ukazem, obejmowały m.in. pasanie koni dworskich, odbywanie stróży dworskiej, pilnowanie w nocy kop zboża w polu, czy wycieranie sadzy w budynkach plebańskich. 
Ukaz czerwcowy bronił chłopów przed rugami, jednak wbrew intencjom jego twórców nie zapobiegał niekorzystnym dla chłopów zabiegom, jakich dokonywali feudałowie. Jednym z takich działań była zamiana gruntów. Przykładowo, chłopi z gminy Parzno w powiecie piotrkowskim w wyniku zamiany gruntów zostali bardzo skrzywdzeni, o czym napisali w skardze: Grunta przez nas od wieków używane i posiadane do folwarków wcielone, a w miejsce ich piaski i nieużytki nam nadane zostały. 